# Innanbäcken
Innanbäcken är en småort i Kalix kommun. Orten ligger på västra sidan av Kalixälven i Nederkalix socken, nordväst om tätorten Rolfs och mittemot centralorten Kalix, som ligger på andra sidan älven.

## Befolkningsutveckling
| Befolkningsutvecklingen i Innanbäcken 1960–2015                  | Befolkningsutvecklingen i Innanbäcken 1960–2015 | Befolkningsutvecklingen i Innanbäcken 1960–2015 | Befolkningsutvecklingen i Innanbäcken 1960–2015 | Befolkningsutvecklingen i Innanbäcken 1960–2015 |
| ---------------------------------------------------------------- | ----------------------------------------------- | ----------------------------------------------- | ----------------------------------------------- | ----------------------------------------------- |
|                                                                  |                                                 |                                                 |                                                 |                                                 |
| År                                                               |                                                 |                                                 | Folkmängd                                       | Areal (ha)                                      |
| 1960                                                             | 1960                                            |                                                 | 170                                             | ¤                                               |
| 1990                                                             | 1990                                            |                                                 | 119                                             | 22#                                             |
| 1995                                                             | 1995                                            |                                                 | 114                                             | 18#                                             |
| 2000                                                             | 2000                                            |                                                 | 105                                             | 18#                                             |
| 2005                                                             | 2005                                            |                                                 | 114                                             | 24#                                             |
| 2010                                                             | 2010                                            |                                                 | 118                                             | 24#                                             |
| 2015                                                             | 2015                                            |                                                 | 124                                             | 45#                                             |
| Anm.: ¤ Som tätortsbebyggelse med 150-199 invånare # Som småort. |                                                 |                                                 |                                                 |                                                 |

## Om orten
På orten finns Innanbäckens skola från förskoleklass upp till årskurs 6. År 2019 gick det 133 elever på skolan. I närheten fanns tidigare byggnaden för Innanbäckens folkskola som byggdes år 1933, och som sedan revs 2001. Det finns även en bygdegårdsförening som är aktiv. 
I december 2019 invigdes den nya förskolan i Innanbäcken, Prismans förskola som rymmer uppemot 90 elever. När den invigdes så flyttade även verksamheten från Grytnäs förskola in.

### Kommunikationer
Orten trafikeras av Kalix Lokaltrafik och Länstrafiken Norrbotten har även hållplats för sina bussar i Innanbäcken. Riksväg E4 passerar just nedanför Innanbäcken.